# 4355 Memphis
A 4355 Memphis (ideiglenes jelöléssel 3524 P-L) a Naprendszer kisbolygóövében található aszteroida. Cornelis Johannes van Houten,  Ingrid van Houten-Groeneveld,  Tom Gehrels fedezte fel 1960. október 17-én.